# Вожегодский районный краеведческий музей
Вожегодский районный краеведческий музей — муниципальное бюджетное учреждение культуры «Вожегодский районный краеведческий музей», который расположен в рабочем посёлке Вожеге Вологодской области.

## История
Краеведческий музей в рабочем посёлке Вожеге был открыт 6 августа 1995 года и приурочен к 100-летию населённого пункта. Идея создания принадлежала Лидии Андреевне Ларичевой. Она же и стала первым руководителем учреждения. Основу коллекции, которая разместилась в краеведческой комнате районной библиотеки, стали экспонаты собираемые на протяжении 5-6 лет на территории Вожегодского района Вологодской области. Находились и предметы крестьянского быта, и орудия труда, и произведения народного художественного творчества. В первой выставке музея было 500 различных экспонатов.
Официально краеведческий музей приступил к работе на основании Постановления Главы районного самоуправления от 09 июня 2000 года № 145.

## Строение и помещения музея
Музей разместился в одноэтажном деревянном здании, жилом доме, который был возведён в 1911 году. В 1995 году строение было перевезено из деревни Лощинской Мишутинского поселения Вожегодского района. Были проведены строительные работы, которые приспособили строение под  краеведческий музей.

## Руководители
- Первым директором музея стала основатель учреждения Ларичева Лидия Андреевна.
- 10 лет музей возглавляла Губина Надежда Фёдоровна.
- В 2006 году руководить учреждением стала Бушманова Татьяна Алексеевна.

## Экспозиция
Две постоянные экспозиции представлены в современной деятельности учреждения: «Промыслы и ремёсла Вожегодского края», «Церковное искусство края».
Основу экспозиции «Церковное искусство края» представляют иконы XIX — начала XX века из многочисленных, в большинстве своём разрушенных, храмов Вожегодского района. Также в коллекцию входят графические работы вологодского художника В. Подгорного. Имеется место для выставки предметов быта священника Илиинской церкви отца Николая.
Вторая экспозиция «Промыслы и ремёсла нашего края» основывается на самых разнообразных материалах, характеризующих основные и побочные занятия населения края. Здесь представлены предметы ткачества, набойного промысла, гончарного искусства, берестоплетения, обработки металлов и др. Экспозиция включает  также в себя убранство жилища и утварь, одежду и украшения, произведения народного творчества. Ткацкий станок является показательным экспонатом и применяется для проведения мастер-классов по ткачеству.
В музее имеется выставочный зал, в котором организуются временные выставки по различным тематическим направлениям работы: художественное мастерство, декоративно-прикладное искусство и многие другие.
Музей оборудовал и зал Боевой Славы, где есть возможность ознакомиться с военным и трудовым прошлым вожегодцев. Представлены предметы быта военного времени, военной формы Советской армии образца 1941 и 1943 годов, фронтовые  письма, фотографии, награды и наградные листы. Совместно с Морским Собранием Вожегодского района была проведена поисковая работа и собраны материалы используемые на подводных лодках. Небольшая часть экспозиции посвящена Дмитрию Коткову, который погиб при исполнении  служебного долга на атомной подводной лодке «Курск».